# Marc Ouellet
Marc Armand Ouellet, P.S.S. (La Motte, 8 de junho de 1944) é um cardeal canadense e prefeito emérito do Dicastério para os Bispos na Santa Sé.

## Sacerdócio
Nasceu na região de Abitibi, da província do Quebec, sendo o terceiro filho de um total de oito, do casal: Pierre Ouellet e Graziella Michaud.
Cursou Filosofia na Escola Normal de Amos de 1959 a 1964 e neste mesmo ano obteve o grau do bacharelado em Pedagogia na Universidade Laval. Completou os estudos de Teologia no Seminário Maior de Montreal, entre os anos de 1964 a 1968 e alcançou a licenciatura junto a Universidade de Montreal. Neste mesmo ano foi ordenado sacerdote pela Diocese de Amos, sendo nomeado vigário paroquial da Paróquia de Saint-Sauveur em Val-d'Or, até o ano de 1970.
Ensinou filosofia no Seminário Maior de Bogotá, na Colômbia, neste período teve a intenção de integrar-se a Congregação de São Suplício (também chamado de São Sulpício, a congregação também é conhecida como a dos Padres Sulpicianos). Antes de unir-se a congregação religiosa, em 1972 cursou o noviciado em Montreal.
Mais tarde pós graduou-se em Filosofia na Pontifícia Universidade Santo Tomás de Aquino em Roma. Concluindo a pós-graduação, retornou a Colômbia em 1974 para ser docente no Seminário de Manizales, até 1976, quando foi chamado para ser professor no Seminário de Montreal, onde permaneceu até o final de 1978.
Retomou os estudos, quando em 1983 conseguiu o doutorado em Teologia Dogmática junto a Pontifícia Universidade Gregoriana de Roma. Em 1982 foi nomeado membro da direção e docente do Seminário Maior de Cali, na Colômbia e também era o responsável dos novos candidatos a ingressar na Congregação de São Suplício. Em 1984 foi nomeado reitor do Seminário de Manizales.
Em 1988 foi eleito primeiro consultor do Conselho da Província Canadense da Congregação de São Suplício, cargo que ocupou até 1994. Em 1988 também fora nomeado membro da direção e docente do Seminário Maior de Montreal, do qual se tornou reitor em 1990, posteriormente foi reitor do Seminário São José de Edmonton, em 1994.
De 1995 a 2000 foi consultor da Congregação para o Clero, no Vaticano. Em 1996 foi eleito consultor do Conselho Geral da Congregação de São Suplício. De 1996 a 2002 foi professor no Instituto João Paulo II para os Estudos sobre o Matrimônio e a Família da Pontifícia Universidade Lateranense de Roma, tornando-se posteriormente, o titular da cátedra de Teologia Dogmática.
Foi eleito bispo titular de Agropoli e nomeado pelo Papa João Paulo II secretário do Pontifício Conselho para a Promoção da Unidade dos Cristãos, no dia 3 de março de 2001, e no dia 19 de março do mesmo ano foi ordenado bispo pelo Papa na Basílica de São Pedro.
Atuou como consultor da Congregação para a Doutrina da Fé e da Congregação para o Culto Divino e Disciplina dos Sacramentos; membro da Comissão Interdicasterial permanente para a Igreja na Europa Oriental; secretário da Comissão para as Relações Religiosas com o Judaísmo e membro da Pontifícia Academia de Teologia.

## Cardinalato

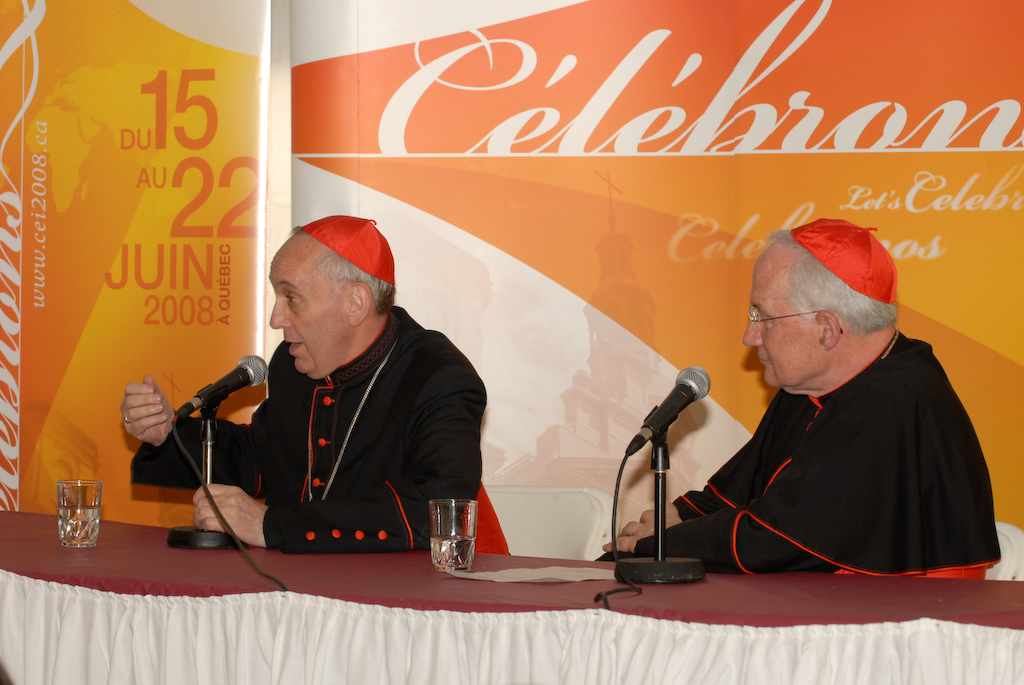
O cardeal Bergoglio, futuro papa Francisco, e o cardeal Ouellet, em 2008

No dia 15 de novembro de 2002, o Papa João Paulo II o nomeou arcebispo metropolitano de Québec e Primaz do  Canadá. Tomou posse na Arquidiocese de Quebéc no dia 26 de janeiro de 2003. Em 21 de outubro de 2003 foi criado cardeal com o título de Cardeal-presbítero de Santa Maria in Traspontina. Em outubro de 2005 participou da 11ª Assembleia Geral Ordinária do Sínodo dos Bispos no Vaticano.
No mês de junho de 2008 sua arquidiocese sediou o 49º Congresso Eucarístico Internacional. Em outubro 2008 participou da 12ª Assembleia Geral Ordinária do Sínodo dos Bispos no Vaticano, sendo o relator do documento final.
Em dicastérios vaticanos é membro da Congregação para o Culto Divino e Disciplina dos Sacramentos, da Congregação para a Educação Católica, da Congregação para o Clero, do Conselho de Cardeais para o estudo dos problemas organizativos e econômicos da Santa Sé, do XII Conselho Ordinário da Secretaria do Sínodo dos Bispos, do Pontifício Conselho para a Cultura, do Pontifício Comitê para os Congressos Eucarísticos Internacionais e da Pontifícia Comissão para a América Latina.
Aos 30 de junho de 2010 foi nomeado pelo Papa Bento XVI para chefiar a Congregação para os Bispos e a Presidente da Pontifícia Comissão para a América Latina no Vaticano.

## Brasão e lema
- BRASÃO: O azul evoca o céu da localidade de Abitibi, lugar de nascimento do Cardeal Marc Ouellet; as flores de Lis, as suas origens na província de Quebec e a Cruz sobre a montanha o gesto dos fundadores de Ville-Marie à aurora da colônia que se tornou a cidade de Montreal. O conjunto simboliza também a herança espiritual recebida da Congregação de São Suplício e da Comunidade São João, fundada por Hans Urs von Balthasar e Adrienne von Speyr. A Cruz gloriosa sobre o Calvário indica a vitória do Amor Trinitário sobre o pecado e a morte. A flor de Lis dourada representa Maria, símbolo da Igreja Imaculada; a Flor de Lis prateada representa o Apóstolo São João, símbolo da humanidade reconciliada. O todo confirma a unidade da Igreja para a qual o Senhor a convocou.

- LEMA: UT UNUM SINT (Que todos sejam um), é tirada da oração sacerdotal de Jesus (Jo 17, 21). Faz também referência à encíclica Ut unum sint de João Paulo II sobre o compromisso ecumênico (30 de maio de 1995) e o primeiro ministério episcopal do Cardeal Ouellet que foi Secretário do Pontifício Conselho para a Promoção da Unidade dos Cristãos (2001-2002).